# Kuzooka
Kuzooka ist ein kooperatives Brettspiel von Leo Colovini für zwei bis sechs Spieler. Es erschien 2022 bei Pegasus.
In Kuzooka versuchen die Spielenden in der Rolle von Zootieren, gemeinsam aus dem Zoo auszubrechen. Ziel ist es, den Ausbruch trotz fehlender Kommunikationsmöglichkeiten, in einem beschränkten Zeitrahmen und mit wenigen Hilfsmitteln zu meistern.
Der Name des Spiels leitet sich vom Wort Kuzuka her, das in Swahili „Ausbruch“ bedeutet.

## Spielausstattung
Das Spielmaterial besteht neben der Spielanleitung aus
- einem zweiseitigen Spielbrett,
- 10 Tierkarten
- 51 Gegenstandskarten in 6 Farben,
- einem Megafon,
- 20 Erfahrungssternen
- 10 Karten zur Erfahrungsstufe
- 3 Karten zum Schwierigkeitsgrad
- 6 Übersichtskarten
- 6 Universalwerkzeug-Karten
- 120 kleinen Tierköpfen aus Holz (12 pro Tier)[1]

## Spielprinzip und -ablauf
In Kuzooka schlüpfen bis zu sechs Spielende in die Rollen von Zootieren. Gemeinsam planen sie einen Ausbruch aus dem Zoo. Dafür haben sie sieben Tage – also sieben Spielrunden – Zeit, da am achten Tag der Umzug in kleinere Gehege droht.
Bei den Ausbruchsversuchen helfen Gegenstände, die achtlose Zoobesucher über den Zaun geworfen haben: Eislöffel und -stiele, Popcorn, Schals und Münzen sowie Luftballons. Diese Dinge werden durch Gegenstandskarten symbolisiert, die an die Spieler ausgegeben werden.
Die Spieler dürfen sich die Gegenstandskarten nicht zeigen und sollen möglichst nicht miteinander sprechen. Durch Platzieren der „Tiermarker“, d. h. kleiner hölzerner Tierköpfe, auf dem Spielplan signalisieren sie sich, welche Gegenstände sie haben.
Im Spielverlauf kommen die Tiere der Ausbruchszone, d. h. dem Ende der Spielbretts immer näher. Sie müssen nun entscheiden, ob sich ein Ausbruchsversuch lohnt. Dabei müssen die Mitspieler – ohne miteinander zu sprechen – richtig eingeschätzt werden.
In den ersten Spielrunden gelingen die Ausbruchsversuche wegen falscher Einschätzung der Mitspielenden und aufgrund der geringen Anzahl an Gegenstandskarten oft noch nicht. In jeder weiteren Runde sammeln die Spieler jedoch Erfahrung in Gestalt von Erfahrungssternen. Diese Erfahrung zahlt sich durch eine höhere Anzahl von Gegenstandskarten in den folgenden Runden aus. Als Joker dienen die Universalwerkzeug-Karten.
Am Abend – also nach jeder Spielrunde – räumen die Zoowärter den in die Gehege geworfenen Müll wieder auf, d. h., alle Spieler müssen ihre Tiermarker vom Spielbrett räumen und ihre Karten abgeben.
Alle Spieler dürfen einmal pro Runde die sogenannte Superkraft ihres Tieres nutzen. So darf der Affe jemand anderem eine Handkarte geben, das Faultier darf in einer Runde gar nichts tun und das Nashorn darf, wenn es einen Ausbruchsplan vorschlägt, zwei Nashornköpfe auf dem Spielfeld platzieren.
Das Spiel ist gewonnen, wenn allen Tieren gemeinsam der Ausbruch gelingt.